# Neusticomys oyapocki
Neusticomys oyapocki là một loài động vật có vú trong họ Cricetidae, bộ Gặm nhấm. Loài này được Dubost & Petter mô tả năm 1978.